# The Purge
The Purge is een Amerikaanse thriller-horrorfilm uit 2013, geregisseerd en geschreven door James DeMonaco. De film speelt zich af in het jaar 2022 waarin de Verenigde Staten een oplossing lijken te hebben gevonden om criminaliteit tegen te gaan: op één dag in het jaar (21 maart) zijn alle misdaden tussen 19.00 en 7.00 uur toegestaan. De film ging in première op 2 mei 2013 op het Stanley Film Festival in Estes Park.

## Verhaal
De Verenigde Staten worden in 2022 geleid door de "New Founding Fathers of America". Om criminaliteit tegen te gaan heeft de overheid besloten dat alle misdaden, waaronder moord, jaarlijks 12 uur lang zijn toegestaan. Deze periode wordt "The Purge" (de zuivering) genoemd. Tijdens de zuivering zijn geen van de hulpdiensten beschikbaar.
De film volgt de familie Sandin. Vader James (Ethan Hawke) is schatrijk geworden met de verkoop van beveiligingssystemen die burgers beschermen tegen de zuivering. Het huis van de Sandins is ook uitgerust met zo'n systeem. Buurvrouw Grace vertelt James' vrouw Mary (Lena Headey) dat er wordt geroddeld over de uitbreiding van het beveiligingssysteem van de Sandins. Volgens de roddel heeft de buurt daaraan meebetaald, omdat zij allemaal ook hun beveiliging bij James hebben aangeschaft.
In een kamer wacht het gezin op het begin van de zuivering. Zoon Charlie (Max Burkholder) vindt het spannend. James activeert de beveiliging en metalen schotten voor alle ramen schuiven naar beneden. Dochter Zoey (Adelaide Kane) heeft een relatie met Henry (Tony Oller), die ouder is dan zij. Haar vader keurt hun relatie af en daarom zien de twee elkaar stiekem. Henry, die net voordat de beveiliging werd geactiveerd in Zoey`s kamer sloop, zegt tegen Zoey dat hij James wil aanspreken op zijn mening over het samenzijn met zijn dochter (in werkelijkheid wil hij hem vermoorden tijdens de zuivering). Buiten klinkt het geluid van een sirene dat het begin van de zuivering betekent.
Wanneer Charlie alleen in de kamer is ziet hij op de beveiligingsbeelden dat een onbekende man (Edwin Hodge) op straat om hulp schreeuwt. Na enig aarzelen besluit hij de beveiliging van het huis op te heffen, rent naar de voordeur en roept naar de vreemdeling. Inmiddels heeft een geschrokken James de beveiliging weer aangezet. Het lukt de vreemdeling om op tijd onder het metalen schot bij de voordeur door te komen. Op dat moment komt Henry met een pistool de trap aflopen. Hij probeert James neer te schieten, maar wanneer dat mislukt schiet James hem daarop dood. De onbekende bezoeker van het gezin is inmiddels spoorloos.
Even later komt een groep gemaskerden, die achter de vreemdeling aanzitten, op het huis af. De leider van de groep (Rhys Wakefield) eist dat de Sandins de vreemdeling naar buiten brengen. Doen ze dat niet, wordt iedereen in het huis vermoord. James en Mary gaan beiden op zoek naar de voortvluchtige. Wanneer Zoey per ongeluk bij de vreemdeling in de buurt komt lukt het haar moeder om hem na een worsteling bewusteloos te slaan met een vaas. James en Mary staan op het punt de man naar buiten te brengen, maar komen daar op het laatste moment op terug. Ze zouden dan hetzelfde doen als de groep gemaskerden die buiten op de stoep staat. De leider van de groep geeft aan dat de tijd om is en dringt samen met zijn volgelingen het huis binnen. Wat volgt is een heksenjacht waarbij diverse gemaskerden worden vermoord. Charlie wordt tijdens deze jacht bijna neergeschoten in de kelder, maar James helpt hem en schiet de gemaskerde neer. James wordt tijdens deze jacht neergestoken door de leider. Mary wordt bijna doodgeslagen met een bijl wanneer het gezin hulp uit onverwachte hoek lijkt te krijgen: de buren zijn het huis binnengekomen en schieten haar aanvallers dood. Mary en Charlie vinden James onderaan de trap. Wanneer de groepsleider verschijnt wordt deze doodgeschoten door Zoey. James sterft even later aan zijn verwondingen.
Alles lijkt tot een eind te zijn gekomen, maar dan geven de buren aan dat ze niet zijn gekomen om de Sandins te helpen. Ze zagen kans om hun eigen ziel te zuiveren door het gezin om te brengen. Buurvrouw Grace geeft de opdracht om Mary, Zoey en Charlie vast te binden. De buren staan op het punt de drie om te brengen, maar dan is de vreemdeling terug. Hij schiet een buurman dood en dreigt de andere buren ook te vermoorden als ze de Sandins niet losmaken. De buren gaan akkoord en vragen Mary waarom ze hen niet doodschiet, maar zij spaart ze en wil de rest van de nacht uitzitten.
De volgende ochtend om 07.00 uur is de zuivering afgelopen. Mary wijst de buren de deur en ook de vreemdeling vertrekt nadat Mary hem heeft bedankt. Mary en haar kinderen horen buiten sirenes van hulpdiensten. Tijdens de aftiteling is te horen dat de zuivering dit jaar het meest succesvol is geweest vanwege het recordaantal moorden.

## Vervolg
Tegen alle verwachtingen in werd The Purge goed bezocht in de Verenigde Staten. Daarop is besloten dat de film een vervolg krijgt. Het vervolg kreeg de naam The Purge: Anarchy. In dit vervolg keert er maar één personage uit de eerste film terug: de vreemdeling (Edwin Hodge).

## Rolverdeling
| Acteur         | Personage      | Opmerkingen |
| -------------- | -------------- | ----------- |
| Ethan Hawke    | James Sandin   |             |
| Lena Headey    | Mary Sandin    |             |
| Adelaide Kane  | Zoey Sandin    |             |
| Max Burkholder | Charlie Sandin |             |
| Edwin Hodge    | Dante Bishop   |             |
| Rhys Wakefield | Polite Leader  |             |
| Tony Oller     | Henry          |             |